# 広島県道74号下蒲刈川尻線
広島県道74号下蒲刈川尻線（ひろしまけんどう74ごう しもかまがりかわじりせん）は、広島県呉市を通る県道（主要地方道）である。

## 概要
安芸灘諸島連絡架橋の1号橋である安芸灘大橋（有料）を含む。
下蒲刈島の東側を回る路線。小地蔵から起点の大地蔵までは、峠越えの1.5車線区間となる。近年、海岸沿いに2車線の市道も整備された。
途中の三之瀬地区には、全国でも珍しい石畳舗装区間を有する。

### 路線データ
- 起点：呉市下蒲刈町大地蔵
- 終点：呉市川尻町小仁方（国道185号交点）
- 総延長：9.387 km（本線：5.919 km、別線：0.829 km、安芸灘大橋有料道路区間：2.639 km）[1]
- 実延長：総延長に同じ

## 歴史
- 1990年（平成2年）2月1日 - 路線の認定[1]
- 1993年（平成5年）5月11日 - 建設省から、県道下蒲刈川尻線が下蒲刈川尻線として主要地方道に指定される[2]。

## 地理

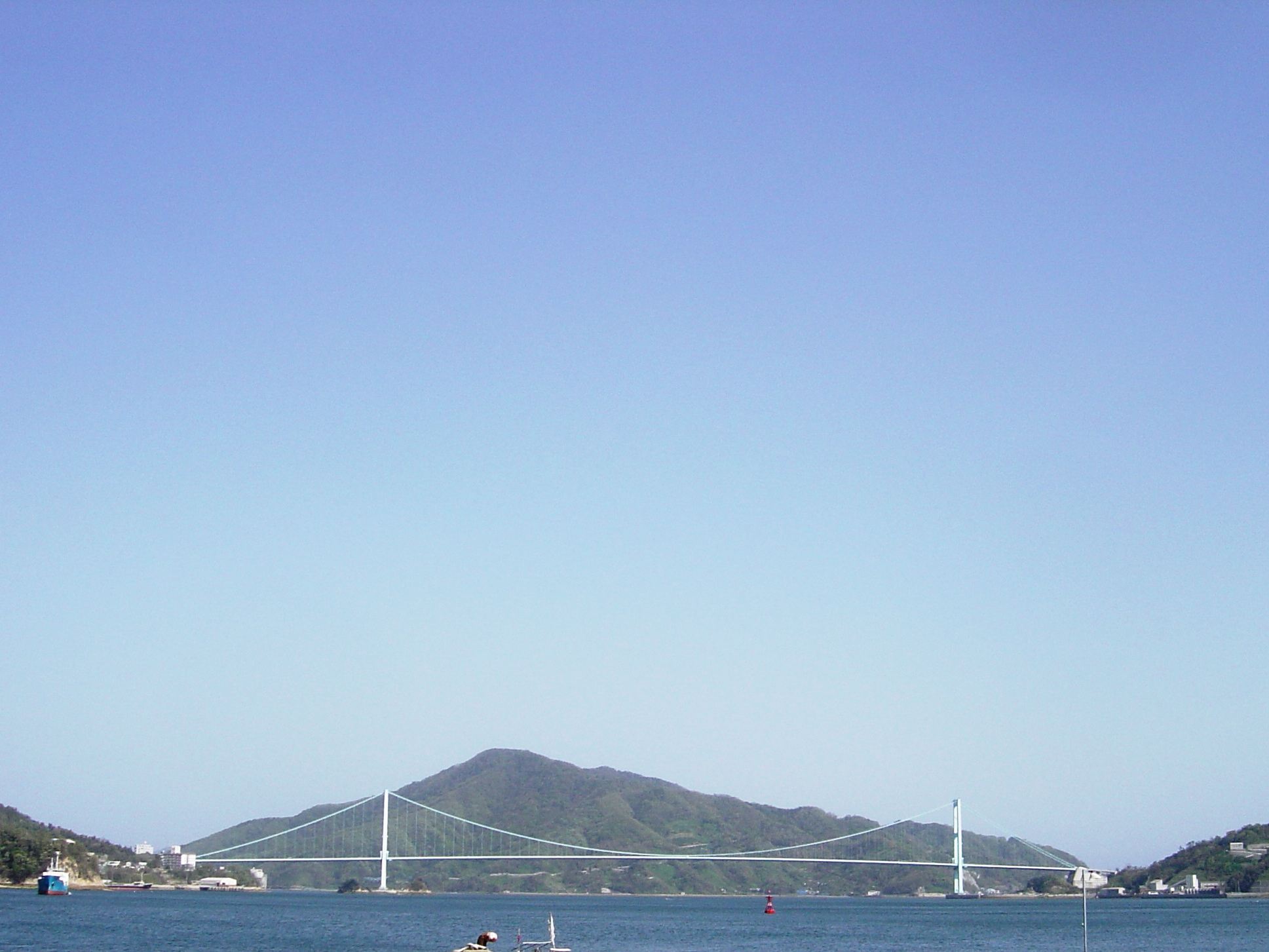
安芸灘大橋 2005年4月22日

### 通過する自治体
- 呉市

### 交差する道路

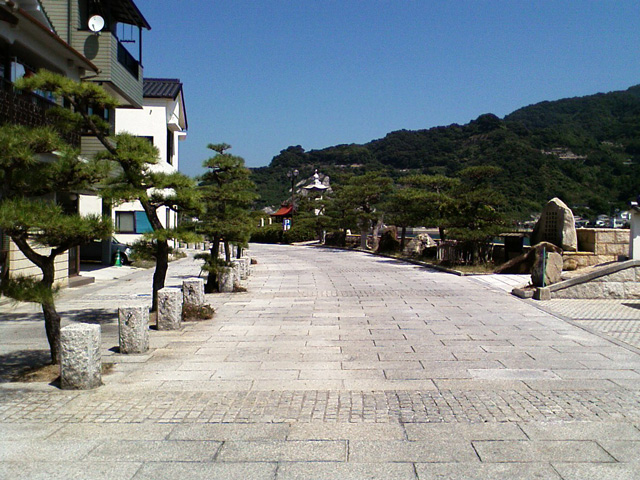
下蒲刈町三之瀬地区の石畳舗装区間（松濤園付近）

- 広島県道288号見戸代大地蔵線（呉市下蒲刈町大地蔵）
- 蒲刈広域農道（蒲刈大橋・呉市下蒲刈町三之瀬）
- 広島県道288号見戸代大地蔵線（呉市下蒲刈町下島）
- 国道185号（呉市川尻町小仁方、終点）

### 沿線にある施設など
- 安芸灘諸島連絡架橋（安芸灘大橋、蒲刈大橋）
- 三之瀬の雁木（福島正則により江戸時代初期に造営）
- 蘭島閣美術館
- 弘願寺